# Henry Loubscher
Henry James Loubscher (* 8. August 1936 in Germiston, Südafrika) ist ein ehemaliger südafrikanischer Boxer. Er war Gewinner der Bronzemedaille im Halbweltergewicht bei den Olympischen Spielen 1956 in Melbourne.

## Werdegang
Henry Loubscher begann als Jugendlicher mit dem Boxen und wurde im Jahre 1955 erstmals südafrikanischer Meister bei den Amateurboxern im Leichtgewicht (damals bis 60 kg Körpergewicht). Diesen Titelgewinn wiederholte er im Jahre 1956. 
1956 vertrat er dann sein Land bei den Olympischen Spielen in Melbourne. Er zeigte dort bei seinem ersten Auftreten auf einer internationalen Meisterschaft gute Leistungen und siegte im Halbweltergewicht (damals bis 63,5 kg Körpergewicht) im Achtelfinale über Leslie Mason aus Kanada nach Punkten und schlug im Viertelfinale auch den US-amerikanischen Meister Joseph Shaw nach Punkten. Im Halbfinale traf er auf den Europameister und hohen Favoriten Wladimir Jengibarjan aus der UdSSR. Er verlor diesen Kampf, in dem er in der zweiten Runde einmal bis „8“ zu Boden musste, nach Punkten. Durch das Erreichen des Halbfinales hatte er aber schon eine Bronzemedaille gewonnen.
1957 gewann „Hennie“, wie er im Freundeskreis genannt wurde, die südafrikanische Meisterschaft im Halbweltergewicht und siegte 1958 bei den British Empire and Commonwealth Games in Cardiff, Wales, ebenfalls im Halbweltergewicht. Er gewann dabei über Raymond Galante aus Kanada durch K. o. in der 2. Runde und über Robert Kane aus Schottland nach Punkten.
1959 wurde Henry Loubscher südafrikanischer Meister im Weltergewicht (damals bis 67 kg Körpergewicht). Diesen Titel holte er sich auch noch 1961 und 1964. Im Jahre 1960 startete er auch bei den Olympischen Spielen in Rom. Im Weltergewicht zeigte er wie schon vor vier Jahren gute Kämpfe. Er schlug den Ungarn Söbök und den Australier Desmond Duguid nach Punkten, unterlag dann aber im Viertelfinale dem zweifachen Europameister Leszek Drogosz aus Polen nach Punkten, womit er einen Medaillenrang knapp verfehlte und mit drei weiteren Boxern den 5. Platz belegte.
Dieser Start eines südafrikanischen Sportlers bei den Olympischen Spielen 1960 war im Übrigen der letzte für viele Jahre, weil die südafrikanischen Sportler von 1964 bis 1988 wegen der Apartheid-Politik ihrer Regierung von der Teilnahme an Olympischen Spielen ausgeschlossen waren.
Henry Loubscher wurde nach seiner Boxerlaufbahn Geschäftsmann. Berufsboxer ist er nie geworden. Im Jahre 2006 feierte er in seinem Wohnort Northworld, Johannesburg, bei bester Gesundheit seinen 70. Geburtstag.